# Alter jüdischer Friedhof (Emmendingen)
Der Alte jüdische Friedhof Emmendingen ist ein geschütztes Baudenkmal in Emmendingen, einer Stadt im Landkreis Emmendingen in Baden-Württemberg.

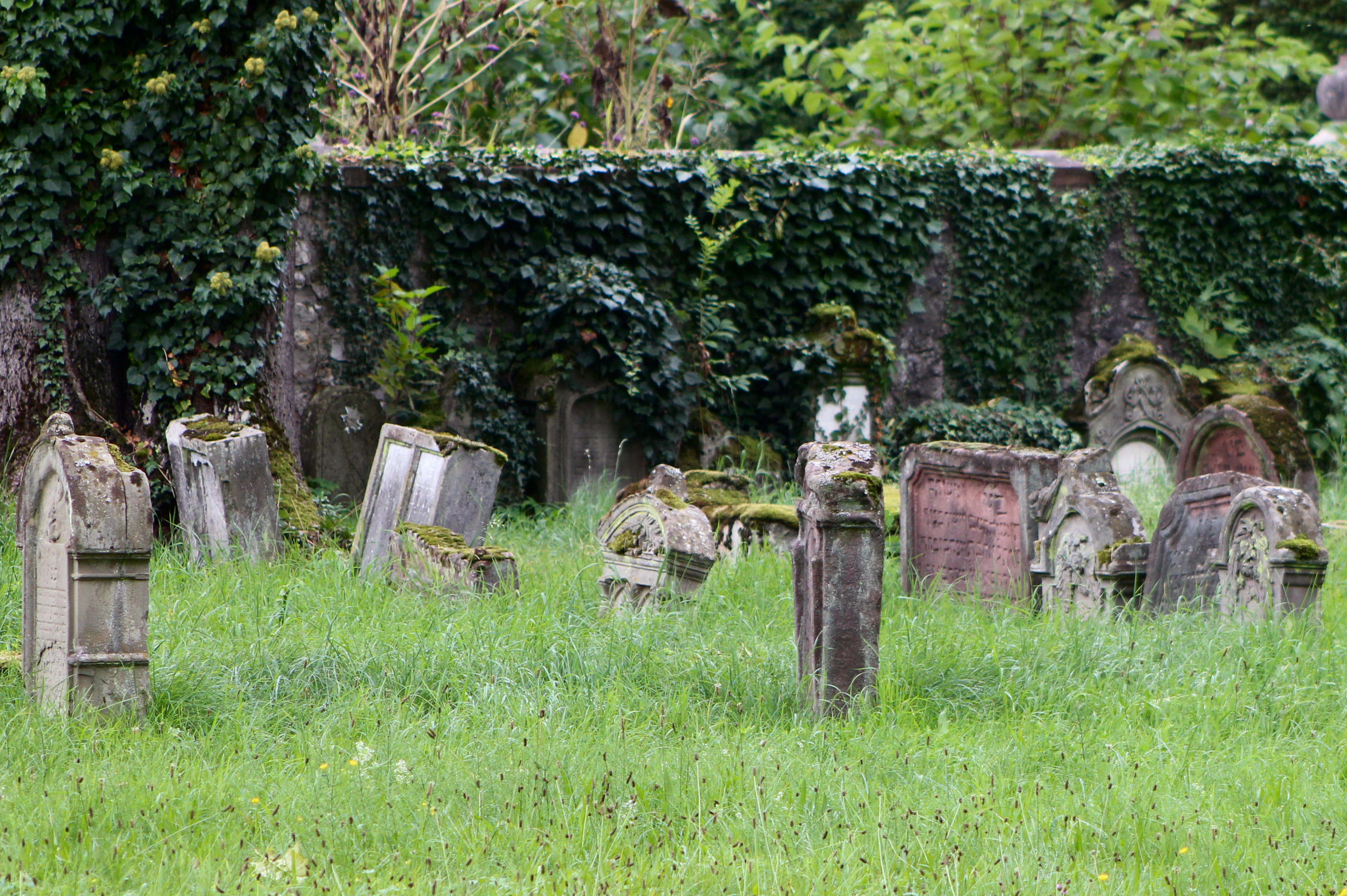
Alter jüdischer Friedhof in Emmendingen

## Beschreibung
Auf dem 2745 m² großen Friedhof neben der Markgrafenschule (Ecke Hermann-Günth-Straße/Haselmattenstraße) sind 466 Grabsteine erhalten. Rechts vom Eingang finden sich Fundamentsteine der ehemaligen Friedhofshalle.

## Geschichte

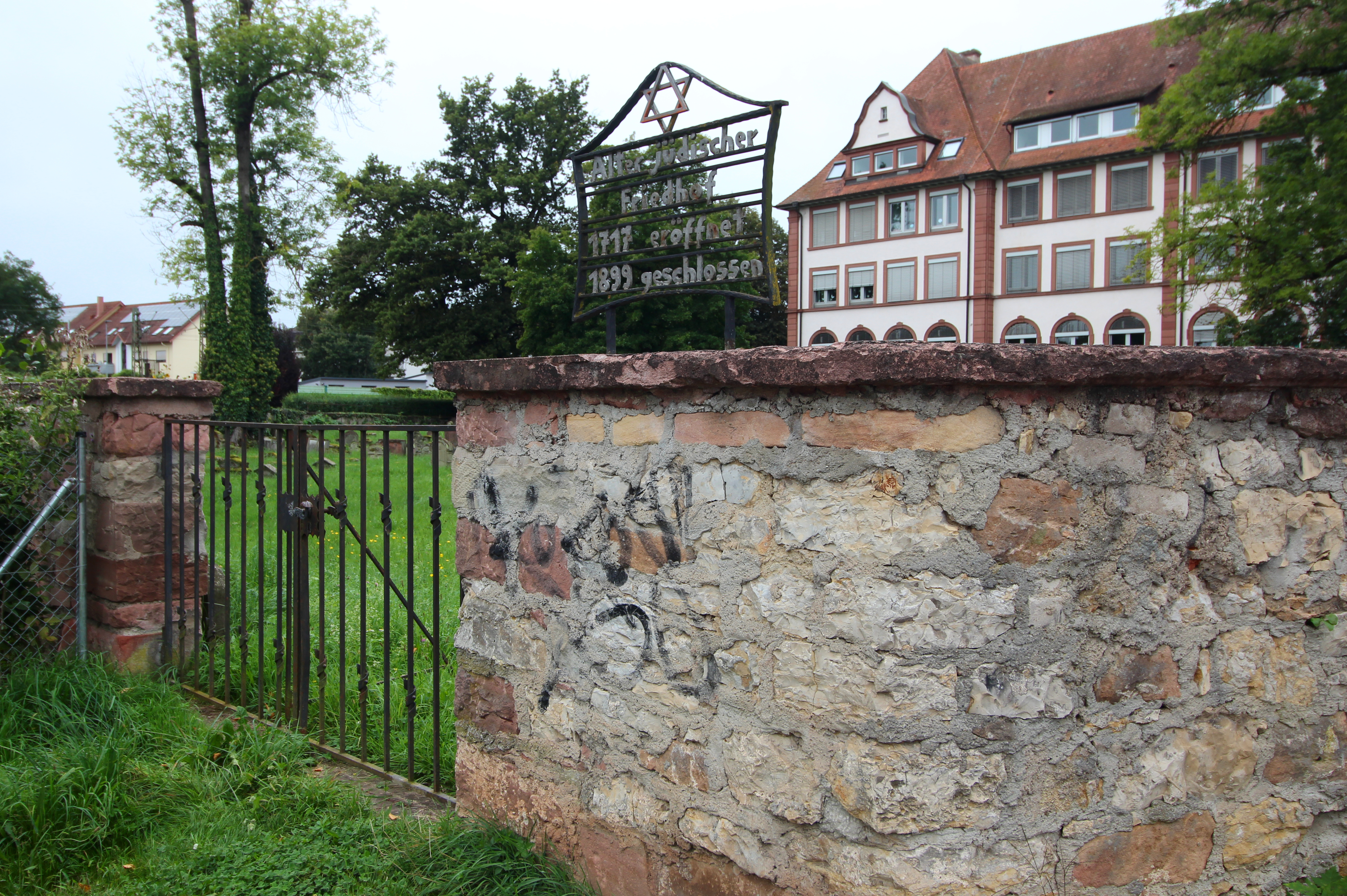
Eingang des alten jüdischen Friedhofs in Emmendingen

Der Friedhof wurde 1717 angelegt und diente bis zur Anlage des Friedhofs Eichstetten (1809) auch den Beisetzungen von Verstorbenen aus Eichstetten am Kaiserstuhl. 1902 wurde der alte Friedhof Emmendingen geschlossen und durch den 1899 angelegten neuen Friedhof ersetzt. Weitere vereinzelte Belegungen erfolgten bis 1930.